# Lobocneme lobipes
Lobocneme lobipes es una especie de mantis de la familia Mantidae.

## Distribución geográfica
Se encuentra en Granada (país).